# Yostos d'Éthiopie
Yostos fut Négus d’Éthiopie sous le nom de Tsahai Sagad de 1711 à 1716.
Yostos, petit-fils d'une fille du Négus Yohannès Ier d'Éthiopie, s’empare du trône à la mort de Théophilos, son grand-oncle maternel. Il meurt étranglé sur l'ordre du clergé le 19 février 1716. David III, un fils de Iyassou Ier le Grand lui succède.

## Source bibliographique
- Paul B.Henze, Histoire de l'Éthiopie, l'œuvre du temps, traduction de Robert Wiren, éd. Moulin du Pont (2004)  (ISBN 2845865376).